# Độc chất học

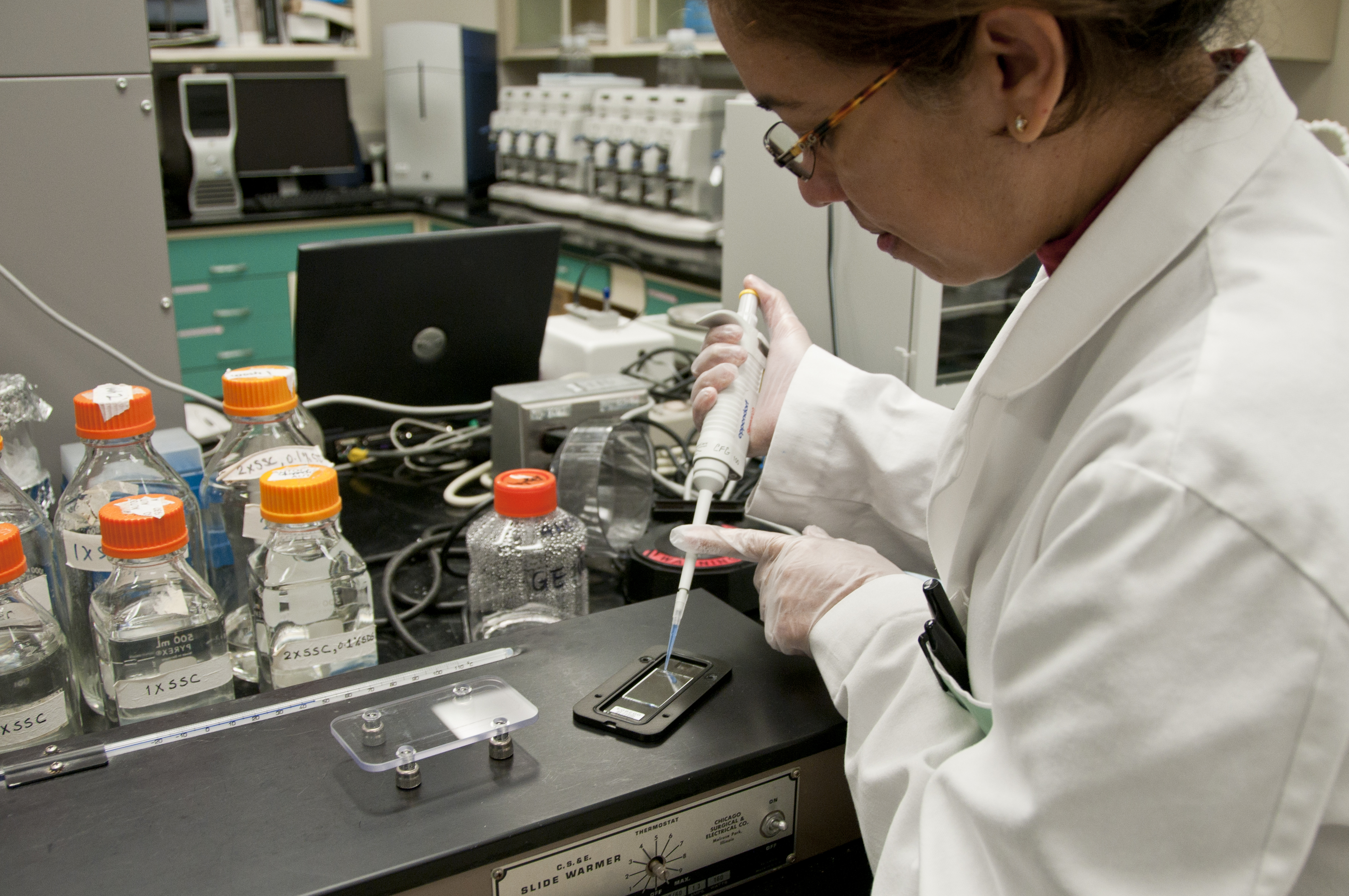
Độc chất học

Độc chất học là một nhánh của sinh học, hóa học, và y học nghiên cứu về những chất độc và những tác dụng của các chất độc này đối với các sinh vật sống. Nó nghiên cứu về các triệu chứng, cơ chế, điều trị và phát hiện sự ngộ độc, đặc biệt là ngộ độc cho người.